# Doleschallia dascylus
Doleschallia dascylus är en fjärilsart som beskrevs av Frederick DuCane Godman och Osbert Salvin 1880. Doleschallia dascylus ingår i släktet Doleschallia och familjen praktfjärilar. Inga underarter finns listade i Catalogue of Life.